# Seznam madžarskih smučarjev
Seznam madžarskih smučarjev.

## B
- Kinga Barsi
- Anna Berecz
- Annamária Bónis

## C
- Réka Csima

## D
- Zsófia Döme
- Katalin Dorultan

## I
- Anikó Iglói

## K
- Márton Kékesi
- Éva Koch
- Mónika Kovács

## L
- Marika Labancz
- Richard Leitgeb

## M
- Hanna Majtényi
- Mónika Maroty
- Edit Miklós

## S
- Bertold Szepesi

## T
- Zita Tóth